# Bernd Franke
Bernd Franke (ur. 12 lutego 1948 w Bliesen) – niemiecki piłkarz, reprezentant Niemiec. Uczestnik Euro 1976 i mundialu 1982.

## Kariera piłkarska
Przygodę z futbolem rozpoczynał w młodzieżowych zespołach SV Bliesen, SV Urexweiler, Saar 05 Saarbrücken. W 1969 roku został zauważony przez trenerów Fortuny Düsseldorf i podpisał z klubem kontrakt. W 1971 roku został bramkarzem Eintrachtu Brunszwik. W klubie występował przez czternaście lat i zagrał w trzystu osiemdziesięciu siedmiu spotkaniach. W 1985 roku zakończył karierę piłkarską.

## Kariera reprezentacyjna
W reprezentacji Niemiec zadebiutował w 1973 roku. Był powołany do kadry na Euro 1976, gdzie jego drużyna została wicemistrzem Europy. Był również na mundialu 1982, gdzie jego drużyna także została wicemistrzem. Po tym turnieju zakończył karierę reprezentacyjną. W sumie w reprezentacji wystąpił w siedmiu spotkaniach.